# Santa Cruz (Ilocos Sur)
Santa Cruz è una municipalità di seconda classe delle Filippine, situata nella provincia di Ilocos Sur, nella regione di Ilocos.
Santa Cruz è formata da 49 baranggay:
- Amarao
- Babayoan
- Bacsayan
- Banay
- Bayugao Este
- Bayugao Oeste
- Besalan
- Bugbuga
- Calaoaan
- Camanggaan
- Candalican
- Capariaan
- Casilagan
- Coscosnong
- Daligan
- Dili
- Gabor Norte

- Gabor Sur
- Lalong
- Lantag
- Las-ud
- Mambog
- Mantanas
- Nagtengnga
- Padaoil
- Paratong
- Pattiqui
- Pidpid
- Pilar
- Pinipin
- Poblacion Este
- Poblacion Norte
- Poblacion Sur

- Poblacion Weste
- Quinfermin
- Quinsoriano
- Sagat
- San Antonio
- San Jose
- San Pedro
- Saoat
- Sevilla
- Sidaoen
- Suyo
- Tampugo
- Turod
- Villa Garcia
- Villa Hermosa
- Villa Laurencia